# Glossotrophia capriata
Glossotrophia capriata là một loài bướm đêm trong họ Geometridae.